# Cold Case
Cold Case és una sèrie de televisió dels Estats Units de drama de crims procedimentals de la policia que es va emetre a la CBS des del 28 de setembre de 2003 fins al 2 de maig de 2010. La sèrie girava al voltant d'una divisió del Departament de Policia de Filadèlfia de ficció especialitzada en la investigació de casos sense resoldre (casos "freds"). La sèrie va ser creada per Meredith Stiehm i produïda per Siehm, Jerry Bruckheimer i Jonathan Littman.
El 18 de maig de 2010, la CBS va anunciar la cancel·lació de la sèrie després de set temporades i 156 episodis. Com que s'havia fet costum acabar cada temporada amb un cliffhanger, l'episodi final de la temporada 7, "Shattered", va acabar deixant als espectadors preguntant-se sobre el resultat de diversos personatges; la cancel·lació de l'espectacle va deixar aquestes preguntes sense resoldre.

## Personatges principals
- Lilly Rush (Kathryn Morris), una detectiu d'homicidis. La Lilly investiga primer un cas sense resoldre durant l'episodi 1 de la sèrie, i després continua fent-ho a petició seva. En aquesta capacitat, Rush es converteix en el detectiu principal de la divisió de casos sense resoldre.
- Chris Lassing (Justin Chambers), un detectiu. La parella original de Lilly. (temporada 1)
- Scotty Valens (Danny Pino), un detectiu. La segona parella de la Lilly.
- John Stillman (John Finn), tinent i cap de la Divisió d'Homicidis de Filadèlfia.
- Nick Vera (Jeremy Ratchford), un detectiu assignat a Homicidi.
- Will Jeffries (Thom Barry), un detectiu sènior i supervisor adjunt de la Divisió d'Homicidis de Filadèlfia.
- Kat Miller (Tracie Thoms), una detectiva de narcòtics que més tard s'incorpora com a detectiva d'homicidis. (temporades 3-7)

## Temporades
| Temporada | Temporada | Episodis | Estrena de temporada   | Final de temporada | Rànquing | Rati | Espectadors (en milions) |
| --------- | --------- | -------- | ---------------------- | ------------------ | -------- | ---- | ------------------------ |
|           | 1         | 23       | 28 de setembre de 2003 | 23 de maig de 2004 | #17      | 9.3  | 14.18                    |
|           | 2         | 23       | 3 d'octubre de 2004    | 22 de maig de 2005 | #14      | 9.7  | 15.10                    |
|           | 3         | 23       | 25 de setembre de 2005 | 21 de maig de 2006 | #17      | 9.3  | 14.24                    |
|           | 4         | 24       | 24 de setembre de 2006 | 6 de maig de 2007  | #16      | 8.9  | 13.98                    |
|           | 5         | 28       | 23 de setembre de 2007 | 4 de maig de 2008  | #28      | 7.1  | 10.89                    |
|           | 6         | 23       | 28 de setembre de 2008 | 10 de maig de 2009 | #20      | 7.5  | 12.00                    |
|           | 7         | 22       | 27 de setembre de 2009 | 2 de maig de 2010  | #29      | 6.3  | 9.86                     |